# Dimitrov
Dimitrov (Bulgaars: Димитров)  of de vrouwelijke versie Dimitrova (Bulgaars: Димитрова) is een Bulgaarse achternaam, die ook populair is in Noord-Macedonië. De naam betekent "zoon van Dimitar" en kan refereren aan:
- Georgi Dimitrov, Bulgaars communistische leider
- Grigor Dimitrov, Bulgaars tennisser
- Krasimir Dimitrov Bulgaars voetballer
- Nikolai Dimitrov, Bulgaars voetballer
- Trayan Dimitrov, Bulgaars schermer
- Velizar Dimitrov, Bulgaars voetballer